# Liste des circonscriptions électorales du Yorkshire du Sud
Le comté cérémoniel du Yorkshire du Sud
et divisé en 14 Circonscription électorale
- 7 Borough constituencies
et 7 County constituencies.

## Circonscriptions
- † Conservateur
- ‡ Travailliste
- ¤ Liberal Democrat
- UKIP

| Circonscription                       | Électeur | Majorité | Membre du Parlement | Membre du Parlement | Opposition | Opposition      | Circonscriptions électorales, | Map |
| ------------------------------------- | -------- | -------- | ------------------- | ------------------- | ---------- | --------------- | --- | --- |
| Barnsley Central                      | 64,534   | 12,435   |                     | Dan Jarvis‡         |            | Lee Hunter      | Barnsley Metropolitan Borough Council: Central, Darton East, Darton West, Kingstone, Monk Bretton, Old Town, Royston, St Helens.                                         |     |
| Barnsley East                         | 69,135   | 12,034   |                     | Michael Dugher‡     |            | Robert Swiffen  | Barnsley Metropolitan Borough Council: Cudworth, Darfield, Hoyland Milton, North East, Rockingham, Stairfoot, Wombwell, Worsbrough.                                      |     |
| Don Valley                            | 71,299   | 8,885    |                     | Caroline Flint‡     |            | Carl Jackson†   | Doncaster Metropolitan Borough Council: Conisbrough and Denaby, Edlington and Warmsworth, Finningley, Hatfield, Rossington, Thorne, Torne Valley.                        |     |
| Doncaster Central                     | 71,136   | 10,093   |                     | Rosie Winterton‡    |            | Chris Hodgson   | Doncaster Metropolitan Borough Council: Armthorpe, Balby, Bessacarr and Cantley, Central, Edenthorpe, Kirk Sandall and Barnby Dun, Town Moor, Wheatley.                  |     |
| Doncaster North                       | 70,989   | 11,780   |                     | Ed Miliband‡        |            | Kim Parkinson   | Doncaster Metropolitan Borough Council: Adwick, Askern Spa, Bentley, Great North Road, Mexborough, Sprotbrough, Stainforth and Moorends.                                 |     |
| Penistone and Stocksbridge            | 71,048   | 6,723    |                     | Angela Smith‡       |            | Steven Jackson† | Barnsley Metropolitan Borough Council: Dodworth, Penistone East, Penistone West. Sheffield City Council: East Ecclesfield, Stocksbridge and Upper Don, West Ecclesfield. |     |
| Rother Valley                         | 74,275   | 7,297    |                     | Kevin Barron‡       |            | Allen Cowles    | Rotherham Metropolitan Borough Council: Anston and Woodsetts, Dinnington, Hellaby, Holderness, Maltby, Rother Vale, Sitwell, Wales.                                      |     |
| Rotherham                             | 63,698   | 8,446    |                     | Sarah Champion‡     |            | Jane Collins    | Rotherham Metropolitan Borough Council: Boston Castle, Brinsworth and Catcliffe, Keppel, Rotherham East, Rotherham West, Valley, Wingfield.                              |     |
| Sheffield Brightside and Hillsborough | 73,090   | 13,807   |                     | Harry Harpham‡      |            | John Booker     | Sheffield City Council: Burngreave, Firth Park, Hillsborough, Shiregreen and Brightside, Southey.                                                                        |     |
| Sheffield Central                     | 77,014   | 17,309   |                     | Paul Blomfield‡     |            | Jillian Creasy  | Sheffield City Council: Broomhill, Central, Manor Castle, Nether Edge. Walkley.                                                                                          |     |
| Sheffield Hallam                      | 73,658   | 2,353    |                     | Nick Clegg¤         |            | Oliver Coppard‡ | Sheffield City Council: Crookes, Dore and Totley, Ecclesall, Fulwood, Stannington.                                                                                       |     |
| Sheffield Heeley                      | 69,265   | 12,594   |                     | Louise Haigh‡       |            | Howard Denby    | Sheffield City Council: Arbourthorne, Beauchief and Greenhill, Gleadless Valley, Graves Park, Richmond.                                                                  |     |
| Sheffield South East                  | 70,422   | 12,311   |                     | Clive Betts‡        |            | Steven Winstone | Sheffield City Council: Beighton, Birley, Darnall, Mosborough, Woodhouse.                                                                                                |     |
| Wentworth and Dearne                  | 74,283   | 13,838   |                     | John Healey‡        |            | Mike Hookem     | Barnsley Metropolitan Borough Council: Dearne North, Dearne South. Rotherham Metropolitan Borough Council: Hoober, Rawmarsh, Silverwood, Swinton, Wath, Wickersley.      |     |

## Résultats
| 2005 | 2010 | 2015 |
| ---- | ---- | ---- |
|      |      |      |

## Circonscription 1997-2010
1. Barnsley Central BC
2. Barnsley East and Mexborough CC
3. Barnsley West and Penistone CC
4. Doncaster Central BC
5. Doncaster North CC
6. Don Valley CC
7. Rother Valley CC
8. Rotherham BC
9. Sheffield, Attercliffe BC
10. Sheffield, Brightside BC
11. Sheffield Central BC
12. Sheffield, Hallam CC
13. Sheffield, Heeley BC
14. Sheffield, Hillsborough CC
15. Wentworth CC